# Episinus theridioides
Episinus theridioides là một loài nhện trong họ Theridiidae.
Loài này thuộc chi Episinus. Episinus theridioides được Eugène Simon miêu tả năm 1873.